# Масис (город)
Маси́с (арм. Մասիս), до 1950 года — Улуханлу (арм. Ուլուխանլու, азерб. Uluxanlı), — город в Армении, область Арарат. Расположен на левом берегу реки Раздан, в 14 км к югу от Еревана.
Крупная узловая железнодорожная грузовая станция на дороге Тбилиси-Ереван, обслуживающая город Ереван.

## История
В советское время в городе действовало 6 общеобразовательных школ (1 неполная), музыкальная, спортивная школы, профессионально-техническое училище, 3 детских сада.
В XIX веке Улуханлу являлся центром Зангибасарского магала.
До 1950 года носил название Улуханлу (арм. Ուլուխանլու) или Улуханлы (арм. Ուլուխանլի, азерб. Uluxanlı). Переименован указом Верховного Совета Армянской ССР от 31 июля 1950 года.
Здесь располагались главные базы снабжения нефтепродуктов и материалов совета министров Армянской ССР.

## Экономика
Распространено овощеводство, садоводство и животноводство. В городе располагаются заводы бытового обслуживания, консервные и ремонтно-механические заводы, фабрики различного профиля.

## Население
| Население в XIX—XX веках | Население в XIX—XX веках | Население в XIX—XX веках | Население в XIX—XX веках | Население в XIX—XX веках | Население в XIX—XX веках | Население в XIX—XX веках |
| ------------------------ | ------------------------ | ------------------------ | ------------------------ | ------------------------ | ------------------------ | ------------------------ |
| Год                      | 1831                     | 1897                     | 1926                     | 1939                     | 1959                     | 1979                     |
| Население, чел.          | 1737                     | 2800                     | 2093                     | 1195                     | 1120                     | 1482                     |

По данным Кавказского статистического комитета от 1879 года в селе Улуханлу по сведениям 1873 года проживало 2568 азербайджанцев (указаны как «татары»), по вероисповеданию мусульмане-шииты. Также в селе было 3 мечети, женская и мужская школы.
По данным «Свода статистических данных о населении Закавказского края, извлеченных из посемейных списков 1886 года» в селе Улуханлу Нораковитского сельского округа Эриванского уезда Эриванской губернии было 493 дыма и проживало 3062 азербайджанца, указанных как «татары», которые были шиитами по вероисповеданию, из них 22 были беками, 2 — представителями духовенства, остальные — крестьянами.
Согласно результатам Всероссийской переписи населения 1897 года, население составляло 2757 человек, все указаны мусульманами.
По данным Кавказского календаря на 1912 год, в селе Улуханлу Эриванского уезда проживало 3232 человек, в основном азербайджанцев, указанных как «татары».

## Городская церковь
Главная церковь города — Церковь Святого Фаддея — была освящена 4 октября 2015 года Католикосом Всех Армян Гарегином Вторым. Церковь была заложена в 1991 году. Строительные работы начались в 2005 году по инициативе и при финансировании мецената Гранта Варданяна и были завершены усилиями его сыновей — Микаела и Карена Варданянов.

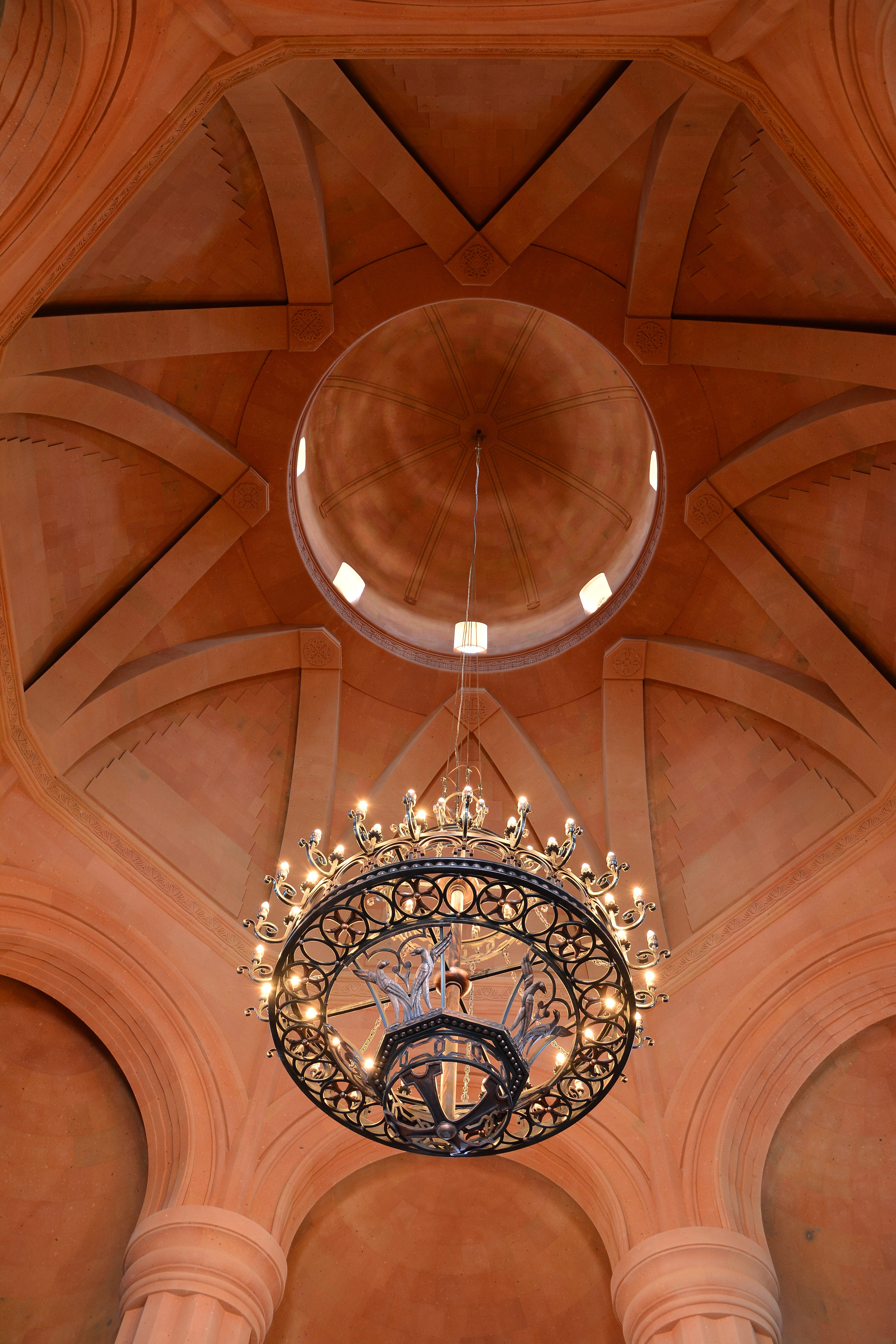
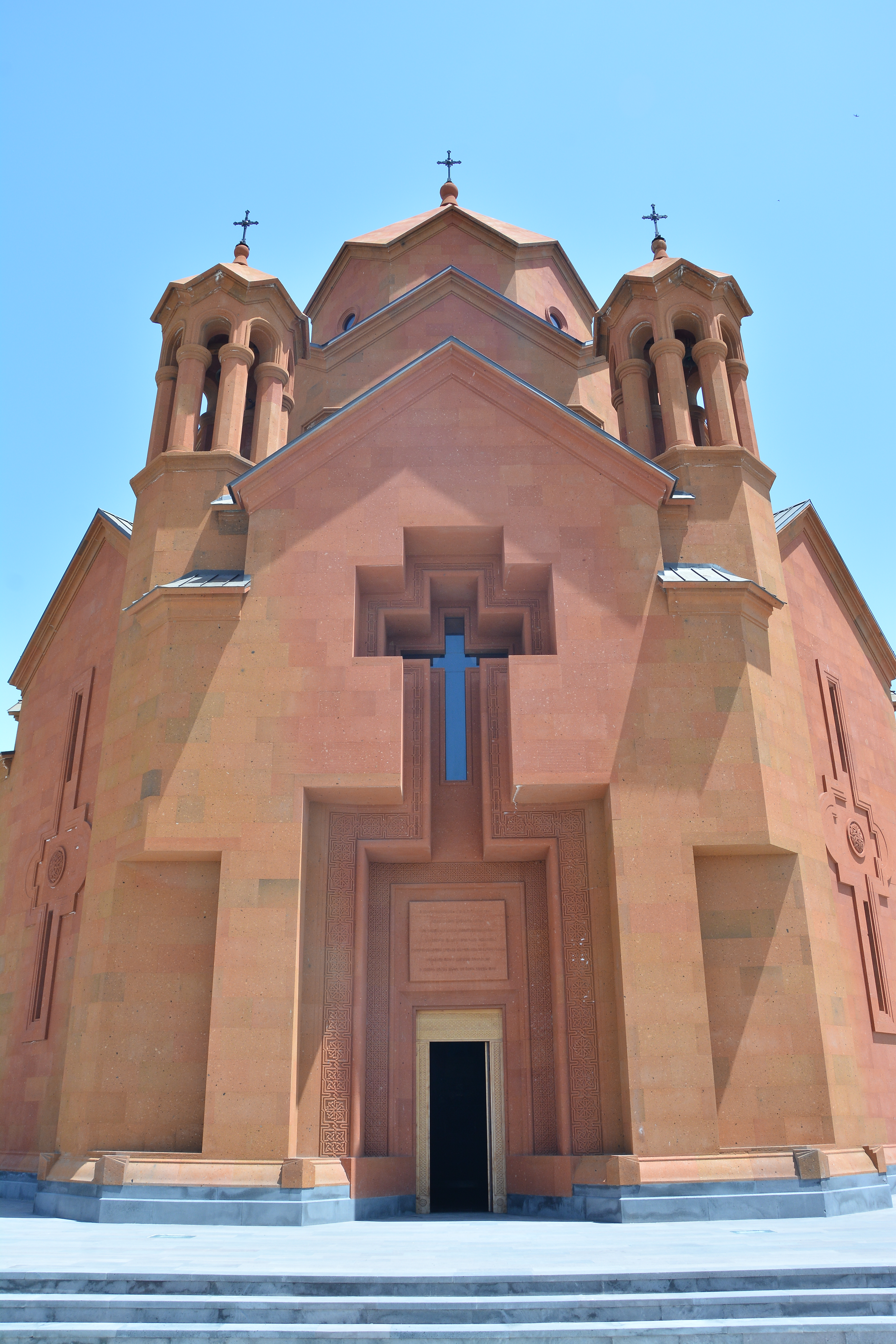
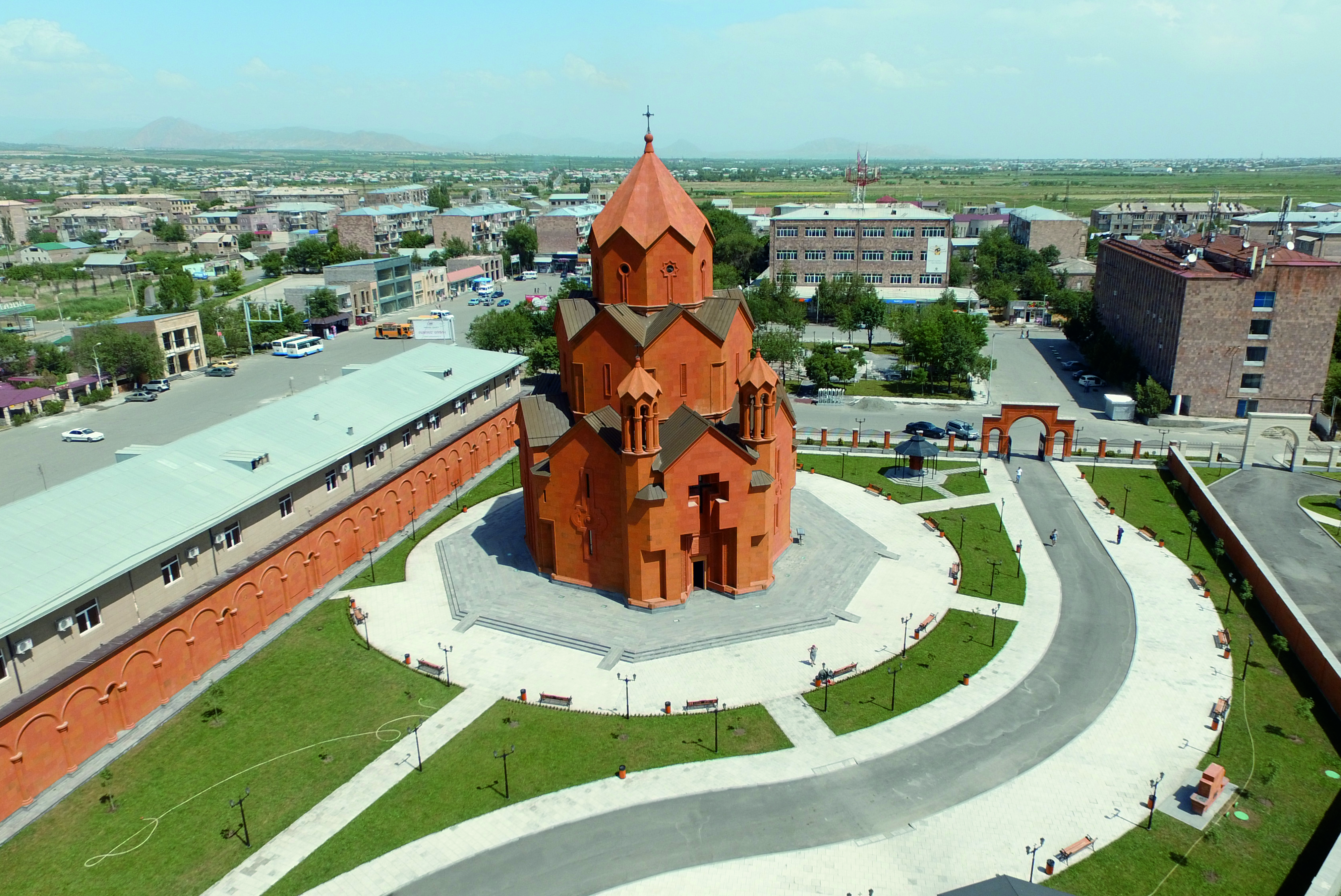